# Hernie inguinale
 Mise en garde médicale
Une hernie inguinale est une protrusion pathologique d'une portion de péritoine contenant éventuellement des viscères abdominaux, (il s'agit le plus souvent d'une partie de l'intestin grêle, parfois du gros intestin et, dans certains cas, de la vessie,,) par le canal inguinal (pour la hernie indirecte, qui est la plus fréquente) ou directement par une ouverture des muscles abdominaux, (pour la hernie directe), au travers de la paroi abdominale. Elle peut être congénitale ou acquise, et se manifeste par une tuméfaction sous-cutanée de l’aine.

Film échographique d'une hernie inguinale mettant en évidence le mouvement des anses intestinales à travers le canal inguinal avec la respiration.

## Définitions

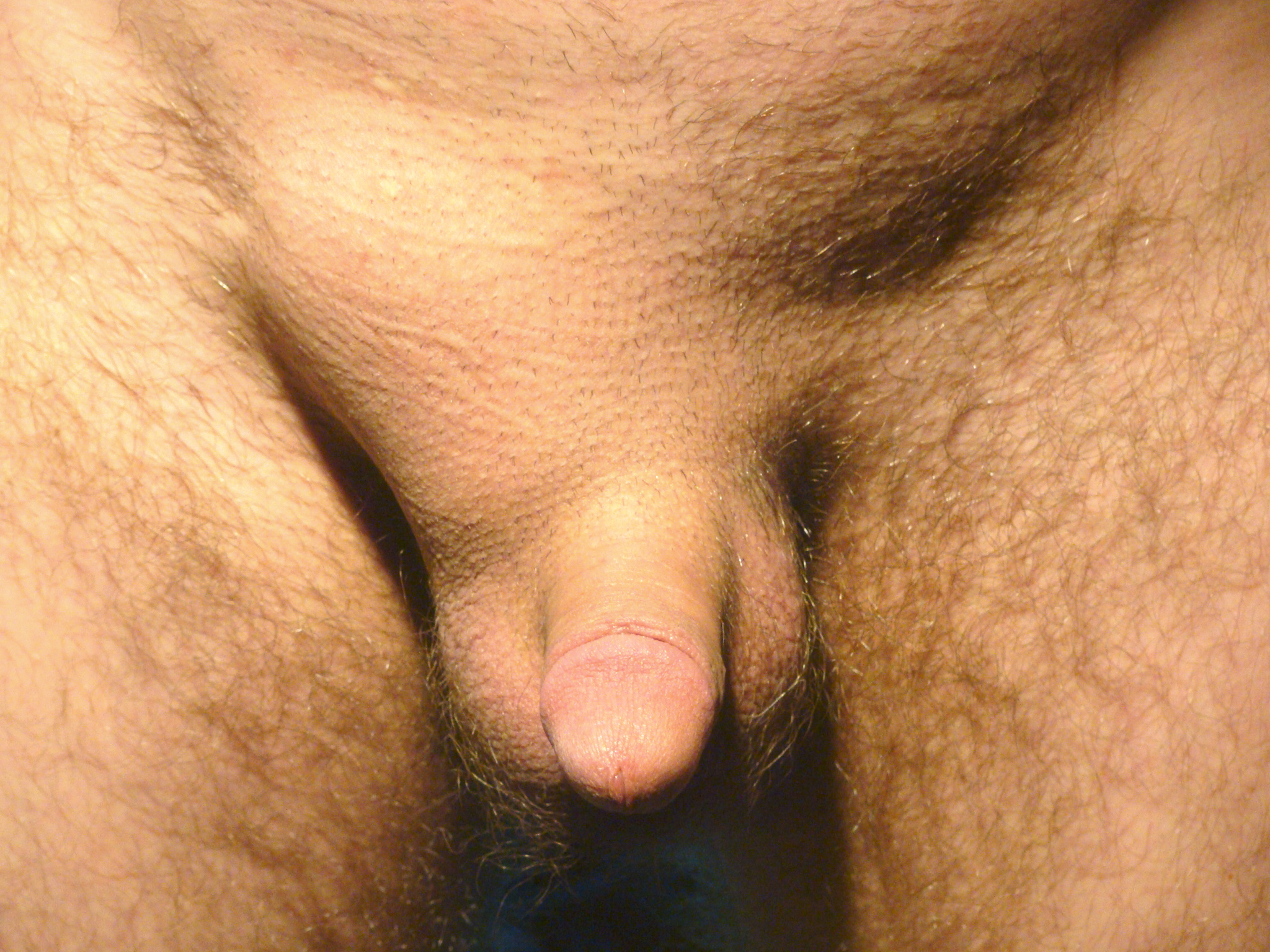
Vue frontale d'une hernie inguinale. La zone concernée a été rasée en vue d'une intervention chirurgicale.

La hernie s’oppose à l’éventration qui se développe à partir d’un orifice acquis, une cicatrice chirurgicale le plus souvent. Quand elle est non compliquée, elle est indolore, réductible (on peut la rentrer en poussant dessus), expansive (elle augmente de volume lors des efforts) et impulsive (elle augmente de volume à la toux).
La hernie est définie comme inguinale quand elle se situe au-dessus de la ligne de Malgaigne, droite virtuelle dessinée entre l’épine du pubis et la crête iliaque antérieure (au-dessous, il s’agit d’une hernie crurale).

### Hernie inguinale indirecte ou oblique externe

Vue schématique d'une hernie inguinale indirecte : une partie de l'intestin grêle est passée dans le canal inguinal pour arriver dans le scrotum.

C’est une hernie congénitale chez le patient jeune, ou acquise chez le sujet plus âgé, qui s’est développée au stade embryonnaire, quand le testicule, formé près du rein, est allé se placer dans le scrotum, en passant par le canal inguinal avec formation d'un canal péritonéo-vaginal. Celui-ci doit se fermer avant la naissance, ou jusqu’à l’âge de 2 ans. En cas de persistance, il peut y avoir hernie, kyste du cordon, ou hydrocèle.
On la reconnaît par son trajet, qui suit le cordon spermatique, de l’orifice inguinal profond (en dehors des vaisseaux épigastriques) vers le scrotum. Quand on examine le patient, on suit la hernie, qui présente donc un trajet oblique externe.

### Hernie directe
C'est une hernie acquise, liée à une faiblesse musculaire. Elle se développe en dedans des vaisseaux épigastriques, et a un trajet « direct », perpendiculaire à la peau.

### Hernie externe étranglée
Lorsque les viscères engagés dans l’orifice herniaire ne peuvent plus rentrer dans l’abdomen, les circulations sanguine et digestive sont comprimées par le collet et peuvent cesser, pouvant conduire à une ischémie (manque d’oxygénation) puis à une nécrose (destruction) du contenu du sac herniaire. La hernie est dite étranglée. Une intervention chirurgicale est alors indispensable en urgence. Cette complication est cependant rare, survenant à une fréquence de moins de 1 % par an .

### Hernie inguinale engouée
La hernie est douloureuse et difficilement réductible par le patient lui-même. Le médecin réduit la hernie par pulsion douce. Une intervention doit être envisagée dans des délais courts.

### Facteurs favorisants
L’augmentation rapide du volume d’une hernie ou son aggravation doivent faire rechercher des facteurs favorisants selon la « règle des 4 P », pour « poids, poumon, péritoine, et prostate » :
- Le port de charges lourdes ou la modification du poids corporel (en plus ou en moins) peuvent favoriser l’apparition ou le grossissement de la hernie. Les activités de certains travailleurs de force occasionnent des migrations dans le trou inguinal. Celles-ci sont souvent produites lorsque le poids de la charge transportée est appuyé sur l'abdomen avec une inclinaison du tronc en arrière[10].
- Une pathologie pulmonaire chronique, ou une bronchite aiguë, qui entrainent une toux importante vont également aggraver les choses.
- Une ascite, ou des problèmes intrapéritonéaux qui entraînent des poussées abdominales, sont à rechercher.
- Une maladie de la prostate peut également être révélée par une hernie, car la première nécessite parfois des poussées abdominales importantes pour pouvoir uriner : on recherche une pollakiurie nocturne (le patient se lève plusieurs fois par nuit pour uriner à chaque fois un petit volume).
- La constipation passagère ou chronique avec poussées abdominales importantes peuvent contribuer également à accentuer le volume de la hernie.

De façon plus générale, toute pathologie à l'origine d'une augmentation de la pression intraabdominale peut causer une hernie inguinale.

## Épidémiologie
Les hernies inguinales constituent les trois-quarts des hernies. Près d'un homme sur 4 sera atteint au cours de sa vie (moins de 3 % des femmes) . Sa fréquence s'accroît nettement avec l'âge.

## Diagnostic
Chez l'homme, les orifices herniaires se palpent à travers les bourses, avec un doigt coiffé du scrotum.
Les hernies non étranglées sont réductibles, pas ou peu douloureuses et impulsives à la toux, tandis que les hernies étranglées ont les caractéristiques inverses et se présentent dans un tableau d'occlusion intestinale. Les hernies sont plus facilement décelables, le patient étant debout.

## Traitement des hernies

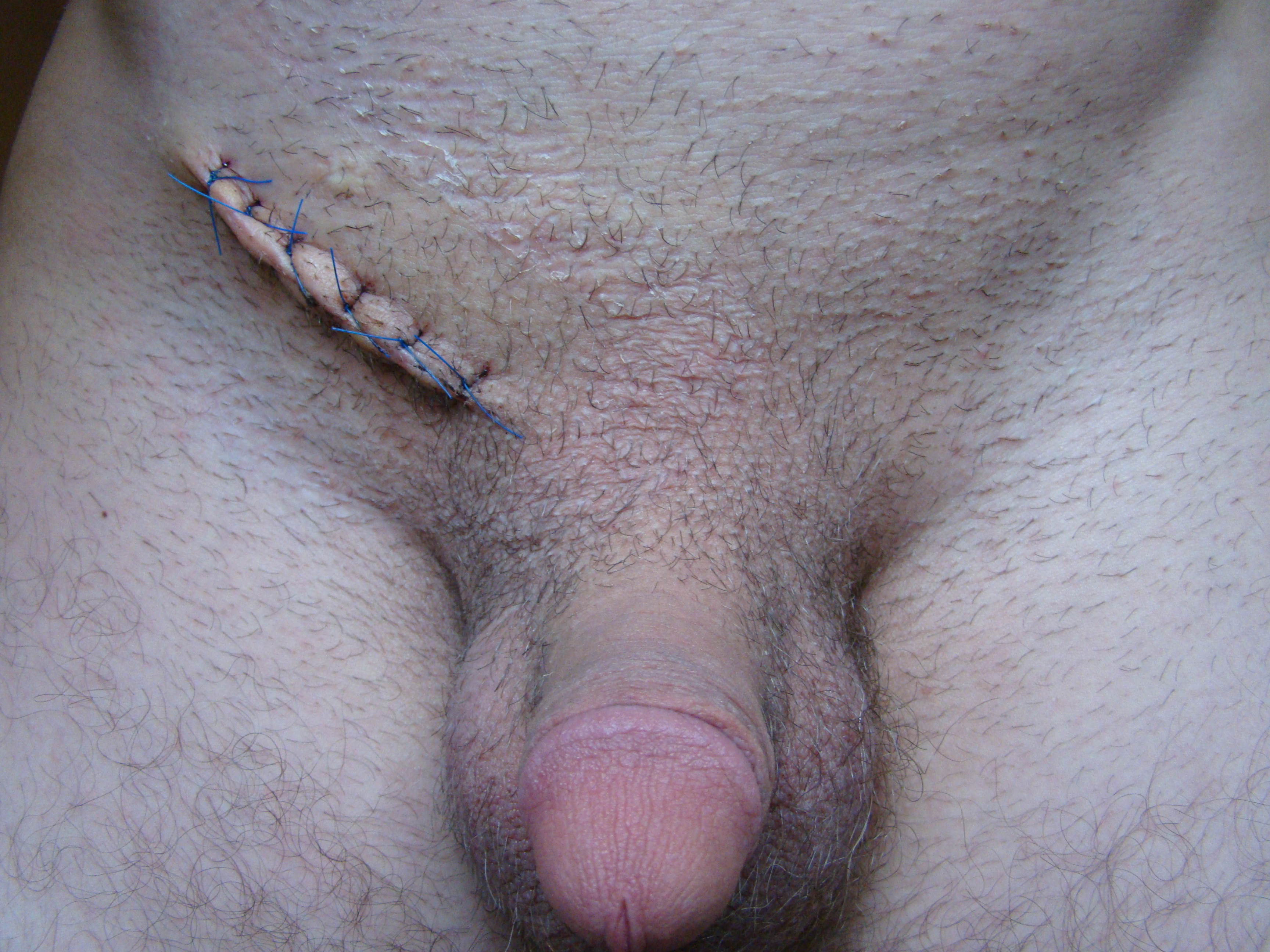

Les hernies inguinales pouvant être peu gênantes, avec un taux de complication faible, une simple vigilance est recommandée dans la plupart des cas. Un système de contention peut être utilisé. Il est dans certains cas conseillé de s'orienter vers la chirurgie, si la hernie devient trop gênante ou trop volumineuse, ou si l'on vit dans des zones sans accès médical d'urgence (pour l'éventuel risque d'étranglement). Mais en général, il est conseillé de rester prudent avec la chirurgie: elle présente des risques de séquelles, notamment d'inguinodynie, qui correspond à des gênes ou des douleurs chroniques permanentes : 1 % de risque de douleurs invalidantes, et environ 10 à 20 % de risque de douleurs chroniques modérées à sévères. Ce risque de séquelles était négligé par la majorité des chirurgiens jusqu'au milieu des années 2000.
De plus, ce chiffre de 10 à 20 % n'inclut pas les risques d'inconfort, les raideurs, sensations de gêne ou de corps étranger qui peuvent être induites par la prothèse en polypropylène utilisée lors de l'opération, et qui pourraient éventuellement s'accentuer à long terme en raison de l'oxydation du matériau,.
Cet inconfort généré par les prothèses en polypropylène pourrait éventuellement être réduit avec l'introduction progressive de prothèses en collagène biologique (Surgisis-Biodesign à base d'intestin de porc, etc.), qui sont commercialisés depuis 2003, et dont le coût de certains modèles demeure raisonnable (500-700 euros l'unité pour Surgisis, contre un prix de l'ordre de 100 euros pour le filet Prolene en polypropylène standard produit par Ethicon, une filiale de Johnson & Johnson). Elles sont fixées avec de la colle en fibrine. Cependant, ces prothèses ne réduisent pas significativement le risque de douleurs séquellaires (de l'ordre de 8 %), qui restent souvent dues au geste du chirurgien (mauvaise identification des nerfs, etc.).
De plus, les chirurgiens disposent de moins de recul sur ces prothèses biologiques, de nombreux tests cliniques étant encore en cours,.
Le but du traitement est de réintégrer le contenu de la hernie dans la cavité péritonéale, de renforcer la paroi, en respectant les vaisseaux du testicule.

### Les voies d'abord
La voie inguinale permet les raphies (suture simple des muscles) ou les poses de prothèse. Elle autorise une anesthésie locale, une rachi-anesthésie, ou une anesthésie générale.
La voie médiane (Stoppa) permet la pose d'une grande prothèse pré-péritonéale, pour une cure souvent bilatérale. Elle nécessite une rachi-anesthésie ou une anesthésie générale.
La cœlioscopie (mini incisions permettant l'introduction des différents instruments avec visualisation de l'intervention par une petite caméra) oblige à la pose d'une prothèse. L'anesthésie générale est obligatoire. Cette technique a un coût supérieur aux précédentes mais permet un retour à une activité normale plus rapide, avec moins de douleurs post-opératoires.

### Les méthodes
- La raphie est une suture simple des muscles de la paroi abdominale sur les structures tendineuses du bassin. Elle est indiquée chez les enfants et les adultes jeunes en l'absence de faiblesse musculaire. C'est la seule technique praticable en cas de hernie étranglée, du fait du risque d'infection. (Shouldice; Mc Vay; Bassini)

Les raphies se caractérisent par un taux de récidive un peu plus important (sauf pour Shouldice qui donne environ 5 % de récidives en 3 ans) et par des douleurs post-opératoires temporaires plus fréquentes, du fait de la traction musculaire engendrée.
La pose d'une prothèse pré-musculaire (Lichtenstein) ou rétro-musculaire (Rives, Stoppa, méthodes cœlioscopiques) limite les risques de récidive chez les adultes plus âgés (où une part de faiblesse musculaire peut aider à la révélation de la hernie), et les douleurs de traction musculaire.
Actuellement la réparation avec mise en place d’un filet de renforcement prothétique est recommandée chez l’adulte, parce qu’elle donne moins de récidives et moins de douleur postopératoire, ce qui permet une reprise plus rapide d’activité [27, 28]. Elle peut se faire par une incision directe (technique de Lichtenstein) ou par laparoscopie.

### Les complications des interventions
Les hématomes et ecchymoses sont plus fréquents en cas de grosse hernie, et de traitement anti-coagulant. Ils justifient exceptionnellement des ponctions évacuatrices.
L'infection est exceptionnelle et justifie une prise en charge rapide.
Exceptionnellement, on décrit une phlébite du cordon spermatique, obturation des vaisseaux qui vont au testicule, pouvant entrainer une atrophie testiculaire.
La douleur chronique permanente est plus fréquente si la hernie était douloureuse ou le patient plus jeune. Elle est présente dans près d'un tiers des cas. C'est pourquoi il convient de ne pas opérer si la hernie reste faiblement douloureuse ou gênante, le risque d'étranglement demeurant faible. Les douleurs chroniques sont souvent liés à un traumatisme nerveux. Le traitement consiste en des infiltrations nerveuses, un traitement antalgique, exceptionnellement une nouvelle intervention chirurgicale. L'utilisation de prothèses a diminué la traction sur les structures musculaires par rapport à certaines méthodes de suture avec tension (Shouldice), mais pas par rapport à d'autres (Desarda, Lipton-Estrin…) et rend les douleurs post-opératoires plus rares, mais ne réduit pas le risque de douleurs chroniques permanentes.
Les techniques modernes de réparation avec prothèse ont permis de réduire le risque de récidive à 1-2 %. En revanche, la survenue de douleurs chroniques constitue à l’heure actuelle la principale préoccupation des chirurgiens spécialisés. Son incidence est de l’ordre de 10-12 % et elle peut être invalidante dans 0,5 à 6 % des cas [29]. Certains facteurs favorisants sont connus : l’âge (le risque est plus élevé chez les sujets jeunes), le sexe féminin, le fait que la hernie soit douloureuse, la présence d’un syndrome douloureux en d’autres parties du corps, la méthode chirurgicale par abord direct [29].
Le facteur principal de douleur chronique est la lésion des filets nerveux qui cheminent dans le canal inguinal. Elle peut être due à une blessure pendant la dissection, ou à l’englobement par une suture de fixation de la prothèse ou une agrafe, ou au simple contact avec la prothèse qui provoque une réaction inflammatoire chronique.
Pour toutes ces raisons, le risque de douleur chronique est plus faible avec les techniques cœlioscopiques qu’avec la technique de Lichtenstein [30-32].